# Ceratophygadeuon boops
Ceratophygadeuon boops là một loài tò vò trong họ Ichneumonidae.